# Karangwangi (Ciranjang)
Karangwangi is een bestuurslaag in het regentschap Cianjur van de provincie West-Java, Indonesië. Karangwangi telt 4336 inwoners (volkstelling 2010).